# Maria Deraismes
Maria Deraismes (París, 17 d'agost de 1828 - 6 de febrer de 1894) fou una autora i pionera francesa dels drets de la dona.

## Biografia
Nascuda a París, va créixer a Pontoise, a la part nord-oest de la ciutat. D'una família pròspera de classe mitjana, estava ben instruïda i es va criar en un ambient literari que li va permetre ser autora de diversos treballs literaris, però aviat va guanyar una reputació de ser molt bona comunicadora.

### Vida política
Es va fer activista en la promoció dels Drets de la Dona i, el 1866, es va afiliar a la Société de la revendication des droits de la femme, una organització feminista d'avantguarda en favor de l'educació per a les dones. El 1869, va fundar L'Association pour le droit des femmes juntament amb Leon Richer.
Sota l'Imperi de Napoleó III, va comprendre que s'havia de fer una política més moderada durant la Tercera República amb l'objectiu que el feminisme sobrevisqués i no fos marginat per la nova casta de representants del poder masculí que emergien en aquells moments.
El treball de Deraismes va ser reconegut al Regne Unit i va tenir gran influència sobre els activistes americans, com Elizabeth Cady Stanton, a qui va conèixer a París el 1882 seguint Deraismes en la seva afiliació com a membre de la maçoneria.
María Deraismes va ser iniciada maçona el 14 de gener de 1882 a la lògia "Els Lliures Pensadors" a Li Pecq, una petita vila a l'oest de París. Va ser la primera dona maçona, icona de l'equitat a la iniciació, fet que va causar un profund terratrèmol a la maçoneria francesa.
Onze anys després, el 4 d'abril de 1893, María Deraismes i Georges Martin, un reconegut maçó, van fundar a París la Primera Lògia Mixta.
Resultat d'aquesta Lògia Mixta neix la Gran Loge Symbolique Ecossaise "El Dret Humà", establint la igualtat dels homes i les dones, de la qual va sorgir més endavant l'Ordre Maçónica Mixta Internacional Le droit humain.
Amb l'ajuda d'auspiciadores com Hubertine Auclert, María Deraismes va treballar per aconseguir l'emancipació política de les dones, mostrant-se com a candidata simbòlica a les eleccions de 1885.

### Decés
A la seva mort el 1894, María Deraismes va ser enterrada al cementiri de Montmartre. Les seves obres completes es van publicar el 1895 i molta informació sobre el seu treball es pot trobar a la Biblioteca Municipal Marguerite Durand a París.
Per honrar la seva memòria, un carrer de París porta el seu nom i es va erigir una estàtua en un parc petit. La plaça principal de la ciutat de St. Nazaire també va ser nomenada en honor seu.